# خورخه مولینو
خورخه مولینو (انگلیسی: Jorge Molino؛ زادهٔ ۴ مارس ۱۹۸۸) بازیکن فوتبال اهل اسپانیا است.
از باشگاه‌هایی که در آن بازی کرده‌است می‌توان به باشگاه فوتبال فوئنلابرادا، باشگاه فوتبال اتلتیکو مادرید، باشگاه فوتبال اتلتیکو مادرید بی، و باشگاه فوتبال رئال مورسیا اشاره کرد.